# Tiberius Julius Mithridates
Tiberius Julius Mithridates, död 68, var regerande kung av Bosporanska riket mellan 39 och 45 e. Kr.